# موهبت آیین مسیح
موهبت آیین مسیح نام یک کتاب ادبی است که توسط شاتو بریان، نویسندهٔ اهل فرانسه نوشته شده‌است.